# ディルク・ハルトフ

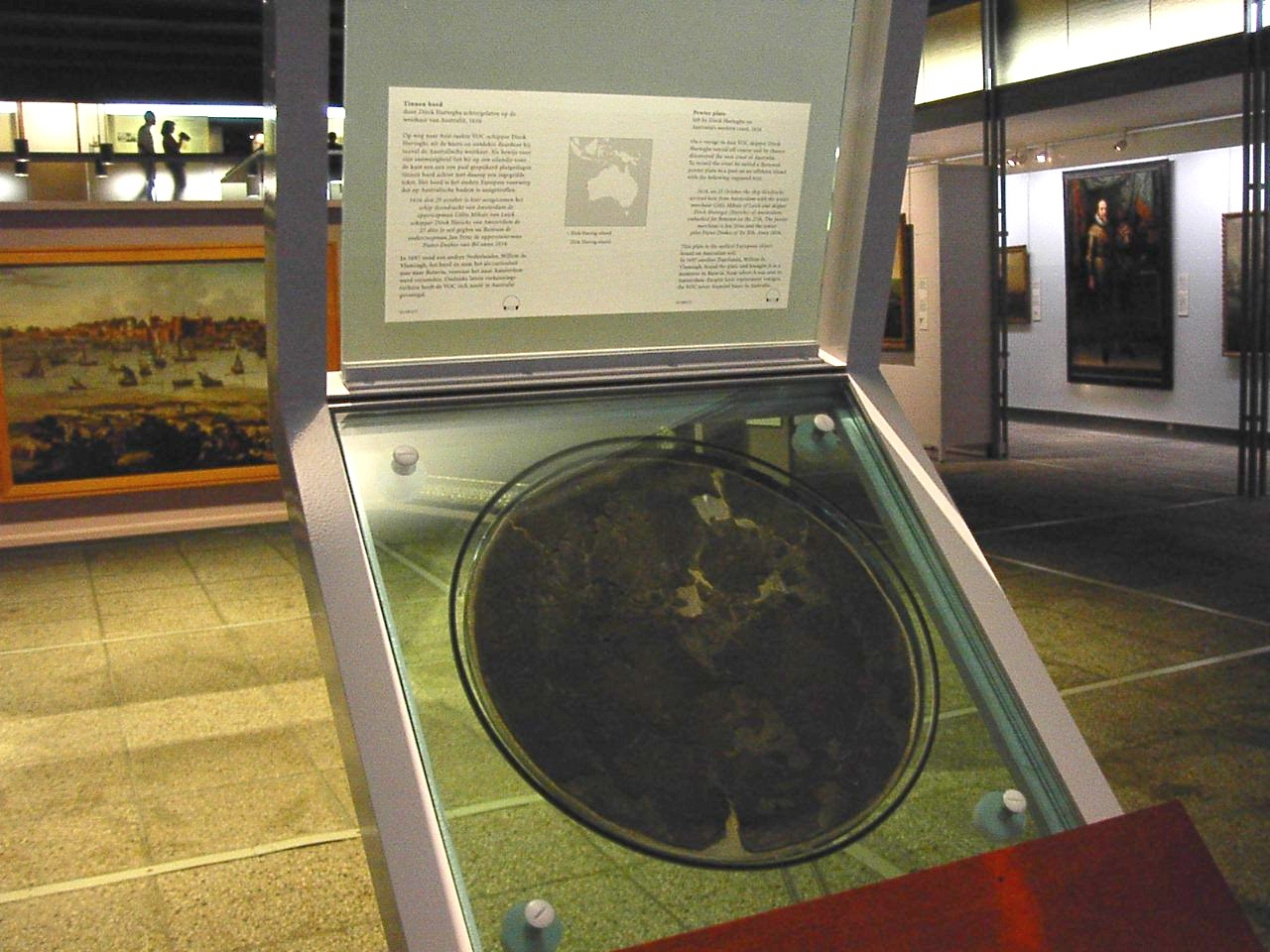
ディルク・ハルトフのプレート、アムステルダム国立美術館。

ディルク・ハルトフ（Dirk Hartog、オランダ語発音: [dɪrk ˈɦɑrtɔx]、洗礼：1580年10月30日 - 埋葬：1621年10月11日）は、17世紀のオランダ（ネーデルラント連邦共和国）の船乗り、探検家。彼の遠征隊は、オーストラリアに到達した2組目のヨーロッパ人のグループとなり、さらに到達を記念した人工物（Hartog Plate）を残した最初のヨーロッパ人グループとなった。この人物の名は、「Dirck Hartog」とか、「Dierick Hartochszch」（ディエリク・ハルトハシュ）などと綴られることがある。アーネスト・ガイルズは、この人物のことを「Theodoric Hartog」（テオドリック・ハルトフ）として言及していた。西オーストラリア州にある島、ダーク・ハートッグ島は、ハルトフに因んで命名されたものである。

## 生涯
船乗りの一家に生まれたハルトフは、30歳で初めて船長として指揮をとるようになり、バルト海や地中海で数年間にわたり貿易航海に従事した。
1616年、ハルトフはオランダ東インド会社 (オランダ語: Vereenigde Oostindische Compagnie, VOC) に雇われ、エーンドラハト号（船名は「調和」、「統一」といった意味）の指揮を任されてオランダからオランダ領東インドへの航海の船団に加わることになった。
ハルトフは、他のVOCの船とともに1616年1月にオランダを出航したが、嵐に遭って他の船からはぐれてしまい、単独で喜望峰（後の南アフリカ、ケープタウン）に達した。そこから、バタヴィア（現在のジャカルタ）を目指し、既にオランダの航海士ヘンドリック・ブラウエルがジャワ島により早く到達できるルートとして報告していた「吠える40度」の強い西風を利用して（また、おそらくはそれによって意図した航路から吹き流されて）インド洋を横断した。
1616年10月25日、概ね南緯26度線を航行していたハルトフと彼のクルーは、予期していなかった「様々な島々、ただし、人が住んでいるようには見えない」に遭遇した。ハルトフは後の西オーストラリア州シャーク湾の沖合いの島に上陸し、この島は後に彼に因んでダーク・ハートッグ島と称されることになった。彼の上陸は、ヨーロッパ人がオーストラリア大陸に上陸した記録に残る2番目の出来事であり、1606年のウィレム・ヤンソーンの航海に次ぐものであったが、大陸の西海岸に到達したのは初めてのことであった。

ダーク・ハートッグ島やインスクリプション岬 (Cape Inscription) が記された、シャーク湾周辺の地図。

ハルトフは、3日間をかけて海岸線や近傍の島々を調査した。この一帯は、船の名から、エーンドラハトラントと命名されたが、この呼称は長く残らなかった。ハルトフは、この地を離れる前に、ピューター製の板を残し、これは後にハルトフ・プレートとして知られるようになったが、その表面にはこの島に達するまでの彼の航海の経緯が刻み込まれた。オランダ語で記された、その文章は次のような内容である。
1616年10月25日、アムステルダムの船エーンドラハトが到着。船荷監督人リエージュのヒレス・ミエバイス (Gilles Miebais)、船長アムステルダムのディルク・ハルトフ、同月27日、船は再び出航してバンタムに向かった。副船荷監督人ヤン・スティンス (Jan Stins)、上級操舵手ビル (Bil) のピエテル・ドーレス (Pieter Doores)。1616年。
ここで特段の興味を引くものを発見できなかったハルトフは、北に進路を変えて、それまで航海記録のなかったオーストラリアの西海岸を計測しながら、概ね南緯22度線まで進んだ。その辺りで海岸から離れてバタヴィアを目指し、遂に1616年12月に無事到着したが、これは当初の見込みより5か月ほど遅れてのことであった。
ディルク・ハルトフは、1618年にアムステルダムに戻った後はVOCを離れ、バルト海での貿易事業を再開した。

## その後
1619年、VOCの船ドルドレハト (Dordrecht) に乗ったフレデリク・デ・ホウトマンと、別のVOCの船アムステルダム (Amsterdam) に乗ったヤコブ・デデル (Jacob d'Edel) が、現在のパースの近傍で陸地を発見し、彼らはここを「デデルスラント (d'Edelsland) と名付けた。その後、海岸に沿って北向きに進んだ彼らは、エーンドラハトラントに上陸した。日誌の中で、ホウトマンは、これらの海岸をマルコ・ポーロが述べたベアチ (Beach)、あるいは、ロカク (Locach) と同定したが、これは当時流布していたペトルス・プランシウスやヤン・ホイフェン・ファン・リンショテンなどの地図の記載を踏まえていた。
8年後の1697年2月4日、オランダの探検家ウィレム・デ・フラミングが、ハルトフが上陸した島に上陸し、半ば砂に埋まったハルトフ・プレートを偶然発見した。デ・フラミングは、プレートを新たなものに取り替え、元々のハルトフの文章に加えて自分たちのことも書き加え、ハルトフが置いた最初のプレートをアムステルダムに持ち帰って、プレートはアムステルダム国立美術館に収められた。
2000年、ハルトフ・プレートは、シドニーのオーストラリア国立海洋博物館における展覧会のために、一時的にオーストラリアに戻った。これを機に、オーストラリアにおけるヨーロッパ人の歴史上、知られている限り最も古い書記記録物であるこのプレートは、オーストラリアの博物館が所有すべきであるという議論が提起されたが、オランダの当局はこのプレートを売却する意思がないことを明確に表明した。
ハルトフは、1966年と1985年にオーストラリアの切手に登場し、いずれの切手にも彼の船が描かれた。2016年には、パース造幣局が、ハルトフのオーストラリア上陸400周年を記念して1-トロイオンス (31 g)の銀貨を製造した。
ハルトフが上陸した西オーストラリア州シャーク湾の島は、ダーク・ハートッグ島と名付けられている。アムステルダム、キャンベラ、その他14か所のオーストラリアの町には、彼を顕彰して名付けられた街路がある。

## 関連文献
- Wendy Van Duivenvoorde, “Dutch Seaman Dirk Hartog (1583–1621) and his Ship Eendracht”, The Great Circle, vol.38, no.1, 2016, pp.1-31.
- King, Robert J. "Dirk Hartog's landing on Beach, the Gold-bearing province," Map Matters, (the newsletter of the Australia on the Map Division of the Australasian Hydrographic Society), no.10, Autumn, 2010, pp. 6–8. at: http://www.australiaonthemap.org.au/wp-content/uploads/2010/10/MapMatters10.pdf
- King, Robert J. “Dirk Hartog lands on Beach, the Gold-bearing Province”, The Globe, No. 77, 2015, pp. 12–52.
- Playford, Phillip E.; Cribb, R.B.; Bouma, Greetje; Boer, Cor (2016). The Life and Times of Dirk Hartog. Nedlands, WA: Royal Western Australian Historical Society. ISBN 9781741687095
- “History of Dirk Hartog Island”. DIRK HARTOG ISLAND - History. 2005年6月24日時点のオリジナルよりアーカイブ。2005年7月6日閲覧。
- "The Eendracht". Ships of the World: An Historical Encyclopaedia. 2005年12月2日時点のオリジナルよりアーカイブ。2005年7月6日閲覧。
- “Captain Dirck Hartogh”. VOC Historical Society (updated URL). 2015年11月26日閲覧。